# Nikola II. od Saint-Omera
Nikola II. od Saint-Omera (grčki: Νικόλαος Β΄ Σαιντ Ομέρ) (? – 1294.) bio je grčki plemić francuskog podrijetla, bailli kneževine Ahaje te lord dijela grada Tebe. Brakovima je postao veoma bogat i moćan barun.
Bio je sin Bele, koji je bio francuski plemić te unuk kralja Bele III. Nikolin otac je bio lord dijela Tebe; Nikolina majka je bila Belina supruga Bonne de la Roche, čiji je brat bio vojvoda Atene Guy I. Guy je isprva bio lord dijela Tebe, ali je jedan dio grada dao Beli; Belu je Nikola naslijedio.
1273. kralj Karlo I. Napuljski poslao je Nikolu na srpski i bugarski dvor, ali je Nikola uskoro ipak pao u nemilost tog kralja. Nikola je često boravio u Italiji za Karlova života, a nakon Karlove smrti, vraćen mu je stari položaj.
Nakon smrti Vilima I. Atenskoga, Nikola je postao guverner – bailli – u Ahaji. U to je vrijeme Nikola bio jedan od najbogatijih ljudi u cijeloj Grčkoj.
Nikola je imao dvije supruge, a obje žene su bile iznimno bogate. Njegova prva supruga je bila plemkinja Marija Antiohijska. Nisu imali djece. Marijinim je novcem Nikola financirao izgradnju dvorca u Tebi.
Njegova je druga supruga bila Ana Komnena Duka (Agneza), čija je majka bila sveta Teodora. Ana i Nikola bili su bez djece; moguće je da je Nikola imao problema s plodnošću. 